# Neufeld (Bern)
Das Neufeld ist ein statistischer Bezirk und zugleich ein kleineres zugehöriges gebräuchliches Quartier im Stadtteil Länggasse-Felsenau (II) im Norden der Stadt Bern. Zum statistischen Bezirk gehören ausserdem noch der Grosse Bremgartenwald, Hochfeld, Brückfeld und der nördliche hintere Teil des Länggass-Quartiers.
Im Jahr 2022 lebten im statistischen Bezirk 5387 Einwohner, davon 4424 Schweizer und 963 Ausländer. Im kleineren gebräuchlichen Quartier wurden nur 8 Einwohner angegeben.

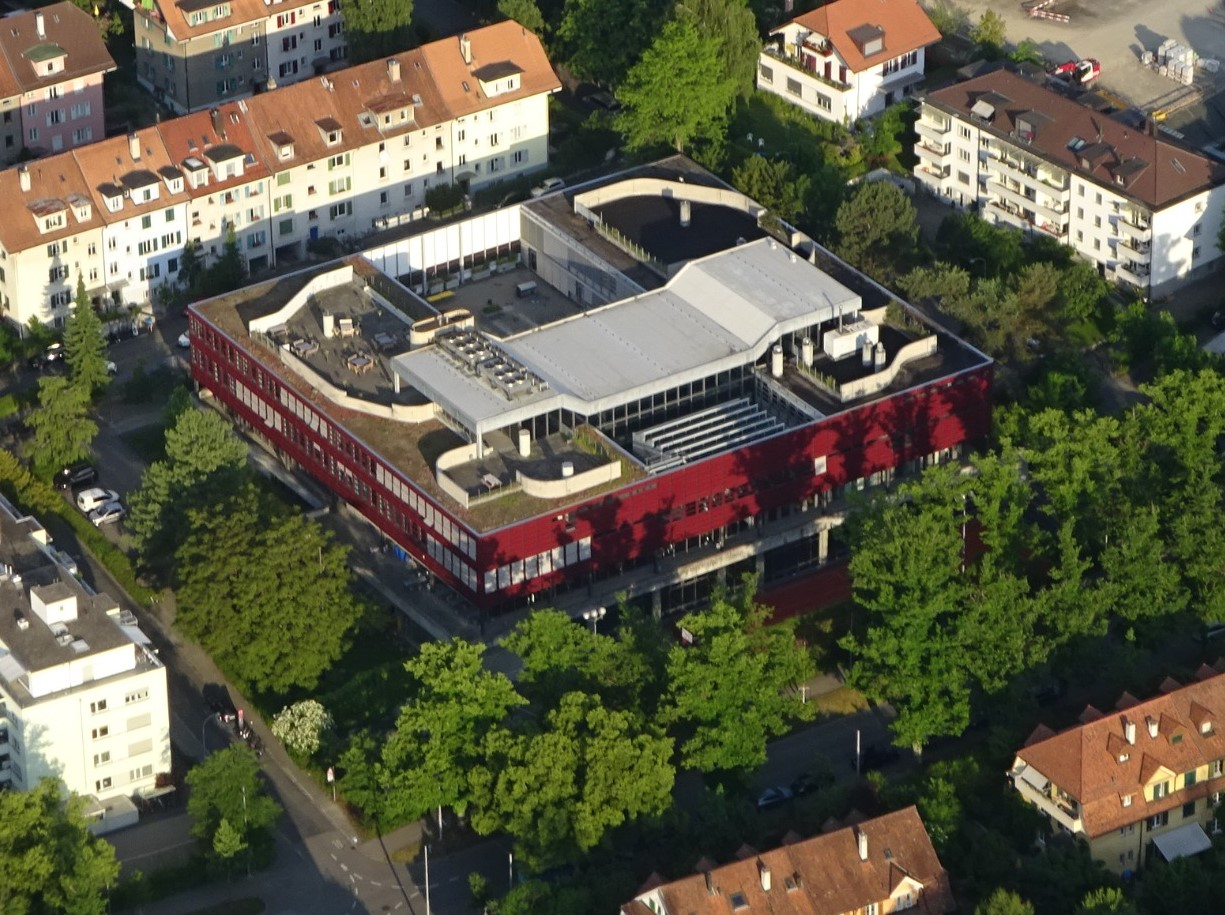
Luftaufnahme mit dem Freien Gymnasium Bern in der Mitte und rundherum Wohnhäusern (2021)

Im gebräuchlichen Quartier befinden sich das Gymnasium Neufeld mit der Berner Maturitätsschule für Erwachsene, das Lindenhofspital sowie das Stadion Neufeld (FC Bern, FC Länggasse, Turnverein Länggasse, Gymnastische Gesellschaft Bern)
Der seit 2009 bestehende Busbahnhof (Car-Terminal) Neufeld liegt eigentlich im Kleinen Bremgartenwald, was zum statistischen Bezirk Felsenau gehört. Von hier gibt es internationale Fernbusverbindungen. Der Busbahnhof ist mit der Linie 11 der Bernmobil vom Bahnhof erschlossen, dessen Endstation er zugleich ist. 2019 hat sich der Gemeinderat für den Ausbau des Standorts entschieden.